# What’s It Gonna Be?!
A What’s It Gonna Be?! Busta Rhymes amerikai rapper és Janet Jackson énekesnő duettje. A dal Busta Extinction Level Event című albumán szerepelt 1999-ben; Janet első albuma, amire felkerült, a 2009-ben megjelent The Best című válogatásalbum volt.
A dal a Billboard Hot 100 slágerlista 3. helyéig jutott, a Hot R&B/Hip-Hop Singles & Tracks és a Hot Rap Tracks slágerlistákon listavezető lett (előbbin Whitney Houston Heartbreak Hoteljét szorította le az első helyről, majd a TLC No Scrubs című slágere váltotta az első helyen). Az Egyesült Királyságban és Ausztráliában is a top 10-be jutott, Európa nagy részén kisebb sikert aratott, többnyire a top 40-be került. Az USA-ban aranylemez.

## Videóklip és remixek
A dal videóklipjét Hype Williams rendezte, és speciális effektusai miatt az egyik legródrágább videóklip a világon, kétmillió dollárba került. A klip elején egy folyadékkal töltött pohár mozog az asztallap széle felé, leesik, a folyadékból kialakul Busta Rhymes, és elkezdi előadni a dalt. Janet folyékony falú, padlójú és mennyezetű helyiségben énekel. A falakon dobosok látszanak, és Busta előbb kígyószerű lénnyé, majd az egyik dobossá változik, ezután a mennyezet fölé emelkedik, és saját maga apró változataivá változva Janetre záporozik. Végül Busta és Janet együtt adják elő a dal hátralévő részét, majd a jelenetben minden felrobban, ők ketten is, és folyadékká változnak. Ezenkívül ezüst ruhába öltözött nők is táncolnak a klipben, és Busta egy erősítő előtt gitározik.

### Hivatalos remixek
- What’s It Gonna Be?! (2000 Watts Dub)
- What’s It Gonna Be?! (2000 Watts Extended Vocal) 6:45
- What’s It Gonna Be?! (2000 Watts Instrumental) 6:42
- What’s It Gonna Be?! (A Cappella) 4:19
- What’s It Gonna Be?! (Dirty A Cappella) 5:21
- What’s It Gonna Be?! (Instrumental) 5:26
- What’s It Gonna Be?! (LP Version Clean) 5:32
- What’s It Gonna Be?! (LP Version Clean Edit) 4:04
- What’s It Gonna Be?! (Radio Edit) 3:30
- What’s It Gonna Be?! (Radio Edit) 3:53
- What’s It Gonna Be?! (Radio Edit) 4:09
- What’s It Gonna Be?! (Soul Society Remix) 3:56
- What’s It Gonna Be?! (Soul Society Remix Extended) 4:52

## Változatok
12" maxi kislemez (USA)
- A1. What’s It Gonna Be?! (LP Version – Dirty) (5:28)
- A2. What’s It Gonna Be?! (Instrumental) (5:28)
- A3. What’s It Gonna Be?! (LP Version Clean – Edit) (4:19)
- B1. What’s It Gonna Be?! (LP Version – Clean) (5:28)
- B2. What’s It Gonna Be?! (Instrumental) (5:28)

CD kislemez (Németország)
1. What’s It Gonna Be?! (Soul Society Remix) (3:56)
2. What’s It Gonna Be?! (LP Clean Version – Edit) (4:04)
3. What’s It Gonna Be?! (Micky Finn D&B Remix) (5:59)

CD kislemez (USA)
1. What’s It Gonna Be?! (LP Version Clean – Edit) (4:09)
2. What’s It Gonna Be?! (LP Version Clean) (5:29)

Kazetta (Egyesült Királyság)
- A1. What’s It Gonna Be?! (LP Version Clean – Edit) (4:09)
- A2. What’s It Gonna Be?! (Soul Society Remix) (3:53)
- B1. What’s It Gonna Be?! (LP Version Clean – Edit) (4:09)
- B2. What’s It Gonna Be?! (Soul Society Remix) (3:53)

## Helyezések
| Slágerlista (1999)                             | Legmagasabb helyezés |
| ---------------------------------------------- | -------------------- |
| USA Billboard Hot 100                          | 3                    |
| USA Billboard Rhythmic Top 40                  | 5                    |
| USA Billboard Hot R&B/Hip Hop Singles & Tracks | 1                    |
| USA Billboard Hot Rap Tracks                   | 1                    |
| USA Mainstream Top 40                          | 40                   |
| USA Billboard Top 40 Tracks                    | 28                   |
| USA ARC Top 40                                 | 23                   |
| Ausztrál ARIA Top 50                           | 6                    |
| Belga kislemezlista                            | 33                   |
| Brit kislemezlista                             | 6                    |
| Dél-afrikai eladási lista                      | 7                    |
| Finn kislemezlista                             | 43                   |
| Holland kislemezlista                          | 24                   |
| Japán eladási lista                            | 34                   |
| Kanadai Billboard Top 100                      | 11                   |
| Német kislemezlista                            | 42                   |
| Svájci kislemezlista                           | 41                   |
| Svéd kislemezlista                             | 52                   |